# ターリコータ
ターリコータ（カンナダ語: ತಾಳೀಕೋಟೆ、英語：Talikota）は、南インドのカルナータカ州、ビジャープル県の自治都市。ターリコーテ（Talikote）とも呼ばれる。

## 歴史
1565年1月、この地でヴィジャヤナガル王国とデカン・スルターン朝の軍勢との一大決戦であるターリコータの戦いが行われた。
この戦いに大敗北したヴィジャヤナガル王国は、5王国の連合軍に首都ヴィジャヤナガルを蹂躙され、王国は以後衰運を辿ることとなった。